# Clifford Chambers
Clifford Chambers est un village et une ancienne paroisse civile du Warwickshire, en Angleterre.